# Леудезий
Леудезий (Левдесий; лат. Leudesius; убит в 675) — майордом Нейстрии (675 год).

## Биография

### Ранние годы
Основными историческими источниками о жизни Леудезия являются «Книга истории франков» и хроника продолжателей Фредегара.
Леудезий был сыном скончавшегося в 658 году майордома Эрхиноальда и его супруги Леутсинды. Его семья была связана родственными узами с Меровингами (сестрой Эрхиноальда была Бертетруда, мать короля Дагоберта I) и принадлежала к наиболее влиятельным родам Нейстрии. Вероятно, родственником Леудезия был знатный суасонец Эброин, названный в хронике продолжателей Фредегара его крестником. Предполагается, что жена Эброина Леутруда могла быть тётей или двоюродной сестрой Леудезия.
Первое упоминание о Леудезии в современных ему источниках относится к 659 году. Этим временем датирована хартия короля Хлотаря III, в которой сообщается об урегулировании имущественного спора между архиепархией Руана и аббатством Сен-Дени, конфликтовавшими из-за завещанного им Эрхиноальдом поместья. В документе Леудезий не наделён каким-либо титулом. Это может свидетельствовать о том, что он или не претендовал на должность отца после его смерти, или не смог ею овладеть. Вероятно, он не получил пост майордома из-за противодействия королевы Батильды, назначившей на эту должность Эброина. О дальнейшей жизни Леудезия до 675 года ничего не известно. Возможно, в это время он входил в число наиболее приближённых к майордому Эброину лиц.
После того как весной 673 года скончался король Нейстрии и Бургундии Хлотарь III, Эброин возвёл на престол Теодориха III. Однако местная знать во главе с епископом Отёна Леодегарием и его братом графом Парижа Варином, недовольная единоличным правлением майордома, начала переговоры с герцогом Вульфоальдом о вступлении на престол Нейстрии и Бургундии короля Австразии Хильдерика II. Получив от короля согласие во всём действовать согласно «Эдикту Хлотаря II» от 614 года, враги Эброина признали Хильдерика своим правителем. Таким образом, впервые со времён Дагоберта I произошло объединение в одних руках всех трёх франкских королевств. Теодорих III и Эброин были пострижены в монахи и сосланы: первый — в аббатство Сен-Дени, второй — в монастырь Люксёй. Вульфоальд же получил должность майордома единого Франкского государства.

### Майордом Нейстрии
Осенью 675 года конфликтовавший с нейстрийской знатью Хильдерик II и его супруга Билихильда были убиты в результате заговора. По словам автора «Книги истории франков», поводом для убийства стало «тяжкое угнетение франков» королём. Значительную роль в этих событиях также сыграло недовольство нейстрийской знати засильем австразийцев при дворе Хильдерика. Стараниями вернувшегося из ссылки епископа Леодегария новым королём вновь был поставлен ранее смещённый с престола Теодорих III. Майордом Вульфоальд лишился своей должности и был вынужден искать убежища в Австразии. Его преемником в Нейстрии и Бургундии при содействии Леодегария был назначен Леудезий, один из наиболее знатных сторонников заговора против короля Хильдерика и, возможно, родственник епископа Отёна. Это привело нового майордома к вражде с Эброином, также претендовавшим на эту должность.
Эброин, заручившийся поддержкой множества сторонников как из числа светских лиц, так и из числа духовенства, выступил против своих врагов. Сначала Эброин двинулся в Австразию, где провозгласил королём Хлодвига III, намереваясь противопоставить его Теодориху III. Оттуда с войском Эброин дошёл до Уазы. Вблизи Пон-Сент-Максанса он разбил охранявший переправу через реку отряд сторонников Леудезия. Переход войска Эброина через Уазу вынудило майордома бежать вместе с Теодорихом III и королевской казной в Безьё. Здесь ему пришлось бросить казну, а в Креси-ан-Понтьё расстаться с королём. В результате, королевская сокровищница и сам Теодорих достались Эброину. Подчиняясь повелению Эброина явиться к нему для примирения, Леудезий приехал к своему крестнику. Однако здесь, несмотря на полученные обещания в безопасности, он был убит по приказу Эброина. Были казнены и многие сторонники Леудезия, а оставшиеся в живых нашли убежище в Аквитании. Эброин, снова ставший майордомом, вскоре сумел расправиться со всеми своими врагами (в том числе, и с Леодегарием). Отказавшись от поддержки Хлодвига III, Эброин полностью подчинил своей власти Теодориха III и управлял от имени этого монарха Нейстрией и Бургундией до своей гибели в 680 или в 681 году.

### Семья
В написанных в XIII веке «Марбахских анналах» содержатся сведения о том, что супруга Леудезия происходила из знатного рода, предком которого был король бургундов Сигизмунд. Сыном Леудезия этот источник называет герцога Эльзаса Адальриха, родоначальника династии Этихонидов. Однако сведения «Марбахских анналов» противоречат другим, более ранним средневековым свидетельствам о происхождении Адальриха.